# Emanuela Del Re

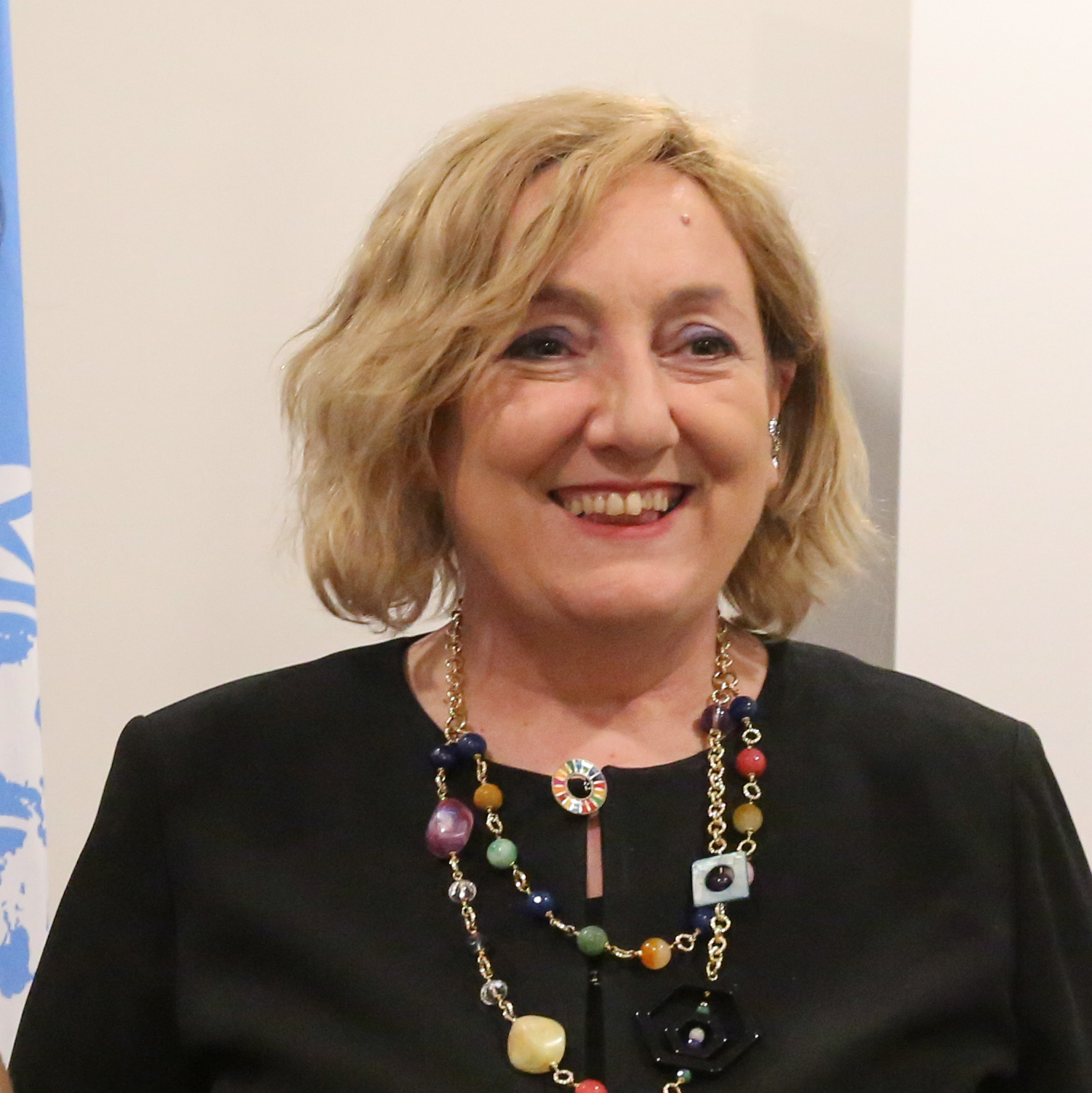
Emanuela Del Re (2018)

Emanuela Claudia Del Re (geb. 6. Dezember 1963 in Rom) ist eine italienische Politikerin und Soziologin. Sie war von 2021 bis 2024 als EU-Sonderbeauftragte (EUSR) für die Sahelzone tätig. Von 2018 bis 2021 war sie Mitglied der italienischen Abgeordnetenkammer und stellvertretende Außenministerin in der Regierung des italienischen Ministerpräsidenten Giuseppe Conte.

## Karriere

### Akademische Laufbahn
In ihren frühen Berufsjahren war Del Re Forscherin und Professorin für die Soziologie politischer Phänomene an der Università telematica internazionale Uninettuno, einer privaten Universität in Rom, die ein weitgehend onlinebasiertes Lehrangebot macht. Sie unterrichtete mehrere Jahre an der Fakultät für Kommunikationswissenschaften der Universität La Sapienza in Rom, wo sie auch die von der Europäischen Kommission gegründete Jean Monnet-Professur für citizenship and governance innehatte.
In den Folgejahren war sie Forscherin am European University Institute in Florenz (1997–2000) und research fellow an La Sapienza in Rom (2001–2003). Außerdem unterrichtete sie Entscheidungsverfahren an der privaten Link Campus University.
Als Soziologin und Expertin für internationale Politik beschäftigte sich Del Re mit Migration und Flucht, Konflikten, religiösen Themen und Minderheiten. Von 1990 an führte sie – unterstützt von renommierten Institutionen – intensive Feldstudien in Konfliktzonen, speziell dem Balkan, dem Kaukasus, in Afrika und dem mittleren Osten durch, wo sie soziale und politische Krisen und deren Auswirkung auf die jeweilige Bevölkerung dokumentierte.

### Politische Laufbahn
Bei den Parlamentswahlen in Italien 2018 trat Del Re als Kandidatin des Movimento 5 Stelle für die Abgeordnetenkammer an. Während des Wahlkampfes wurde sie von Parteiführer Luigi Di Maio als mögliche Außenministerin für den Fall eines Wahlsieges vorgestellt. Nach ihrer Wahl zur Abgeordneten wurde sie im August 2018 zur stellvertretenden Außenministerin im ersten Kabinett von Ministerpräsident Giuseppe Conte ernannt. Bei der Regierungsumbildung zum zweiten Kabinett Conte im folgenden Jahr blieb Del Re auf ihrer Position.
Unter der Leitung von Del Re erhöhte Italien 2017 seine Beteiligung am Globalen Fonds zur Bekämpfung von AIDS, Tuberkulose und Malaria  deutlich auf 140 Mio. € für eine Drei-Jahres-Periode ab 2017.
Del Re verließ das Ministerium nach dem Scheitern des zweiten Conte-Kabinetts im Januar 2021.

### Internationale Aktivitäten
Von 2012 an führte sie mit der Europäischen Kommission und anderen Institutionen Projekte für Wiederherstellung von Zivilgesellschaften in Konfliktzonen wie Irak und Jordanien durch. Sie arbeitete auch als internationale Wahlbeobachterin für die UN, die OSZE und die EU.
2021 wurde sie als Nachfolgerin von Ángel Losada Fernández zur EU-Sonderbeauftragten für die Sahelzone ernannt. Sie amtierte bis 2024. Ihr folgte João Gomes Cravinho nach.

### Sonstiges
Del Re ist Mitglied beim European Council on Foreign Relations (ECFR).
2017 wurde sie zur nationalen Koordinatorin für die Sektion Soziologie der Religion der Italienischen Soziologiegesellschaft (AIS) ernannt, mit der sie das Mondoreligion festival gründete.
Außerdem gründete Del Re die EPOS Intl. Agency, deren Präsidentin sie bis 2017 war.

## Ausgewählte Veröffentlichungen
- Il comportamento collettivo. "Via con la pazza folla": internet, ultras, terrorismo e oltre, 2012, Rubbettino Editore, Soveria Mannelli, ISBN 978-88-498-3665-3
- Women and Borders. Refugees, Migrants and Communities, mit S. Shekhawat, 2017, I.B. Tauris & Co Ltd, London, ISBN 978-1-78453-957-3.

## Privates
Sie ist Mutter von zwei Söhnen.